# (33750) Davehiggins
(33750) Davehiggins ist ein Asteroid des Hauptgürtels, der am 6. September 1999 vom US-amerikanischen Amateurastronomen Charles W. Juels am Fountain-Hills-Observatorium (Sternwarten-Code 678) in Arizona entdeckt wurde.
Der Asteroid wurde am 26. November 2004 nach dem australischen Wirtschaftsanalysten und Amateurastronomen David J. Higgins (* 1961) benannt, der das Hunters-Hill-Observatorium in Canberra betreibt.